# Петсі Рут Міллер
Патрісія «Петсі» Рут Міллер (англ. Patricia «Patsy» Ruth Miller; 17 січня 1904 — 16 липня 1995) — американська кіноакторка, яка зробила кар'єру в епоху німого кіно. За 10 років зіграла в 70 картинах. В 1931, у 27 років, зробивши кілька звукових фільмів, залишила Голлівуд.

## Життєпис
Патрісія Рут Міллер народилася і виросла в Сент-Луїсе (штат Міссурі, США) в сім'ї вихідців з Ірландії. З дитинства любила кінематограф, особливо захоплювалася творчістю російської акторки Алли Назімової, яка працювала за контрактом у США. Фільм «Червоний ліхтар» (1919), наприклад, вона переглядала кілька разів. Досягнувши повноліття, Патрісія вирушила в Голлівуд. Пройшовши кілька невдалих переглядів на студії Дугласа Фербенкса, вона несподівано зустрічає там свою кумирку. Назімова, вражена захопленістю і красою Патрісії, пропонує їй маленьку роль продавчині у фільмі «Камілла», 1921), в якому знімався Рудольф Валентіно.
У 1922 році Петсі Рут стала однією з 13 учасниць фіналу WAMPAS Baby Stars — рекламного шоу, що просуває в кінематографі молоді дарування.
Після кількох незначних ролей Міллер була запрошена на головну жіночу роль в одному з вестернів Тома Мікса, де здобула, за її словами, незабутній життєвий досвід: «навчилася скакати на мустангах, стріляти з револьвера і виживати в скрутних обставинах». Більш позитивний досвід вона набула після роботи з Чарлзом Реєм в мелодрамі «Дівчина, яку я любив» (англ. The Girl I Loved, 1923 рік), названої New York Tribune «найкрасивішою, романтичною, гострою і болісною картиною, яку ми коли-небудь бачили». У тому ж році виходить стрічка «Горбань із Нотр-Дама», де Міллер виконує роль Есмеральди. Кінокритика високо відгукнулася про цю роботу як в цілому: «Лон Чейні, Норман Керрі і висхідна зірка Патрісія Рут Міллер взяли класичну історію про героїзм і любові і створили незабутній твір мистецтва, який залишається захоплюючим і донині», так і про окремі епізоди: «Патрісія Рут Міллер зберігає свою чистоту навіть під час танцю для натовпу, стаючи совістю для цього пекла»
.
Після такого успіху акторці вдалося попрацювати з одними з найкращих режисерів 1920-х років: Віктором Шестремом, Ернстом Любічем, Чарльзом Рейснера. Акторська кар'єра Міллер тривала 10 років з 1922 по 1931 рік і завершилася з приходом в кіно звуку. Часто кажуть, що у Муллер був не гарний голос, однак це спростовується тим, що вона неодноразово і з успіхом брала участь у радіопостановках.
У 1929 році Міллер одружилася з режисером Теєм Гарнеттом. Через чотири роки союз розпався. У вересні 1937 року одружилася зі сценаристом Джоном Лі Махиня. В цей час захопилася письменництвом: писала п'єси для радіо, кіносценарії, оповідання та роман. Видала книгу про Петра Чайковського «Музика в моєму серці» (англ. Music in My Heart), на основі якої на Бродвеї був поставлений однойменний мюзикл, що витримав в 1947—1948 роках 124 постановки.
Петсі Рут Міллер померла в 1995 році в своєму будинку в Палм-Дезерт (Каліфорнія) у віці 91 року.

## Фільмографія
Акторка
- Quebec (1951) — Жермен
- Night Beat (1931) — Елеанор Паттерсон
- Готель «Великий вузол» (1931) The Great Junction Hotel — Наречена; короткометражка
- Lonely Wives (1931) — Кітті Мінтер («Мінті»)
- The Last of the Lone Wolf (1930) — Стефані
- Wide Open (1930) — Джулія Фолкнер
- 1929 — Авіатор / The Aviator — Грейс Дуглас
- Подання уявлень (1929) The Show of Shows — акторка в епізодах 'What Became of the Floradora Boys' і 'If I Could Learn to Love'
- The Sap (1929) — Бетті
- 1929 — Так довго Летті / So Long Letty — Грейс Міллер
- The Hottentot (1929) — Пеггі Файрфекс
- Twin Beds (1929) — Елсі Долан
- Tropical Nights (1928) — Мері Гейл
- The Gate Crasher (1928) — Мара ді Леон
- Marriage by Contract (1928) — Маргарет
- Beautiful But Dumb (1928) — Дженет Брейді
- Hot Heels (1928) — Петсі Джонс
- Red Riders of Canada (1928) — Жанна Дюваль
- We Americans (1928) — Бет Левін
- Трагедія молодості (1928) The Tragedy of Youth — Пола Вейн
- South Sea Love (1927) — гостя Шарлотти
- Once and Forever (1927) — Антуанетта
- Painting the Town (1927) — Петсі Дево
- The First Auto (1927) — Роуз Роббінс
- What Every Girl Should Know (1927) — Мері Салліван
- Wolf's Clothing (1927) — Мінні Гамфрі
- Дама з камеліями (1926) Camille — Седі (короткометражка)
- The White Black Sheep (1926) — Zelie
- Private Izzy Murphy (1926) — Ейлін Коханніган
- Broken Hearts of Hollywood (1926) — Бетті Енн Болтон
- Це теж Париж (1926), So This Is Paris — Сюзанна Жиро
- Hell-Bent for Heaven (1926) — Джуд Лоурі
- Oh What a Nurse! (1926) — Джун Гаррісон
- Чому дівчата повертаються додому (1926) Why Girls Go Back Home — Марія Дауні
- The Fighting Edge (1926) — Фібі Джойс
- Hogan's Alley (1925) — Петсі Раян
- Rose of the World (1925) — Роуз Кірбі
- Red Hot Tires (1925) — Елізабет Лоуден
- Lorraine of the Lions (1925) — Лорейн
- Head Winds (1925) — Патрісія ван Фелт
- Her Husband's Secret (1925) — Джуді Брюстер
- Ті, хто судить (1924) Those Who Judge — Анджеліка Дін
- The Breath of Scandal (1924) — Марджорі Гейл
- Fools in the Dark (1924) — Рут Ренд
- Girls Men Forget (1924) — Кітті Шейн
- A Self-Made Failure (1924) — Еліс Ніл
- The Breaking Point (1924) — Елізабет Вілер
- Янки-консул (1924) The Yankee Consul — Маргарита
- Daughters of Today (1924) — Лоїс Вітталл
- Name the Man (1924) — Фенелла Стенлі
- The Drivin 'Fool (1923) — Сільвія Мурхед
- Горбань із Нотр Дама (1923) The Hunchback of Notre Dame — Есмеральда
- The Girl I Loved (1923) — Мері
- Омар-яточник (1922) Omar the Tentmaker — Ширін
- 1922 — / Watch Your Step — Маргарет Ендрюс
- 1921 — Дама з камеліями